# Вила Рендена
Вила Рендена (итал. Villa Rendena) је насеље у Италији у округу Тренто, региону Трентино-Јужни Тирол.
Према процени из 2011. у насељу је живело 397 становника. Насеље се налази на надморској висини од 619 м.

## Становништво
| 1931. | 1936. | 1951. | 1961. | 1971. | 1981. | 1991. | 2001. | 2011. |
| ----- | ----- | ----- | ----- | ----- | ----- | ----- | ----- | ----- |
| 1.001 | 801   | 810   | 760   | 723   | 783   | 756   | 822   | 1.002 |